# Бетел (Вермонт)
Бетел (англ. Bethel) — місто (англ. town) в США, в окрузі Віндзор штату Вермонт. Населення — 1942 особи (2020).

## Демографія
Згідно з переписом 2010 року, у місті мешкало 2030 осіб у 868 домогосподарствах у складі 563 родин. Було 1043 помешкання
Расовий склад населення:
| - 96,8 % — білих - 0,6 % — чорних або афроамериканців - 0,4 % — азіатів - 0,1 % — корінних американців |

До двох чи більше рас належало 2,0 %. Частка іспаномовних становила 0,7 % від усіх жителів.
За віковим діапазоном населення розподілялося таким чином: 21,0 % — особи молодші 18 років, 62,9 % — особи у віці 18—64 років, 16,1 % — особи у віці 65 років та старші. Медіана віку мешканця становила 43,2 року. На 100 осіб жіночої статі у місті припадало 97,7 чоловіків;  на 100 жінок у віці від 18 років та старших — 95,1 чоловіків також старших 18 років.
Середній дохід на одне домашнє господарство  становив 65 650 доларів США (медіана — 56 641), а середній дохід на одну сім'ю — 77 891 долар (медіана — 68 750). Медіана доходів становила 43 920 доларів для чоловіків та 34 338 доларів для жінок. За межею бідності перебувало 14,2 % осіб, у тому числі 14,8 % дітей у віці до 18 років та 5,6 % осіб у віці 65 років та старших.
Цивільне працевлаштоване населення становило 1151 особа. Основні галузі зайнятості: освіта, охорона здоров'я та соціальна допомога — 30,8 %, виробництво — 13,8 %, будівництво — 10,3 %, роздрібна торгівля — 9,6 %.